# Provincetown
Provincetown (ˈprɒvɪnsˌtaʊn) ist eine Town im Barnstable County im US-Bundesstaat Massachusetts. Das U.S. Census Bureau hat bei der Volkszählung 2020 eine Einwohnerzahl von 3.664 nach dem Zensus von 2020. ermittelt. Provincetown liegt an der Spitze von Cape Cod. Sie wird mitunter „P’town“ genannt und war bis Ende des 19. Jahrhunderts ein Schwerpunkt der Fischerei- und Walfangindustrie. Provincetown ist insbesondere auch als Urlaubsziel von Schwulen und Lesben bekannt.

## Geographie
Nach dem United States Census Bureau hat der Ort eine Gesamtfläche von 45,2 km², davon ist 25,0 km² Land und 20,2 km² Wasser.

### Geografische Lage

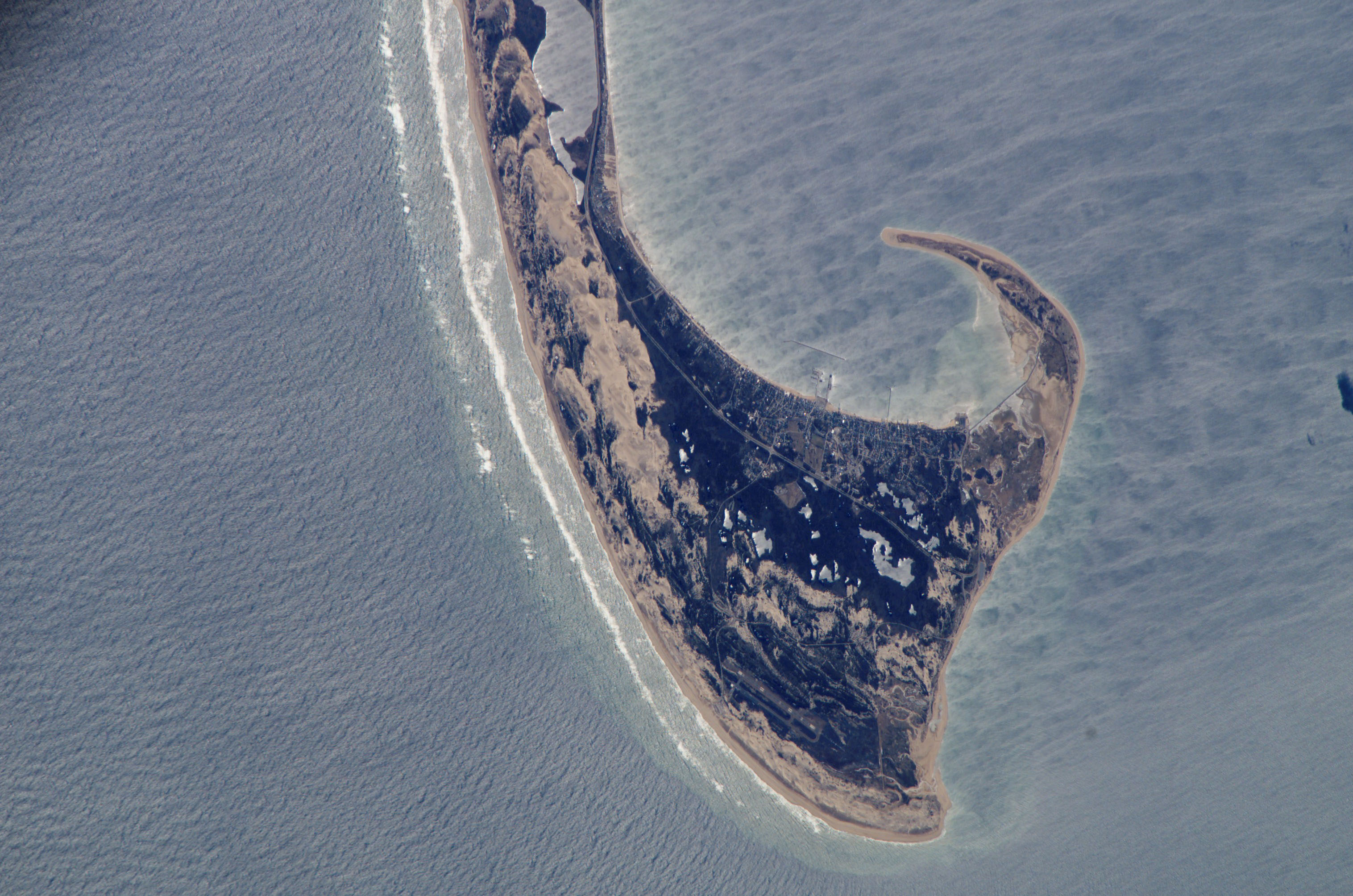
Provincetown Spit

Provincetown liegt an der Spitze von Cape Cod. Die Cape Cod Bay liegt südlich und westlich, während die Massachusetts Bay im Norden liegt. 
Rund zwei Drittel der Landfläche gehören zum Landschaftsschutzgebiet Cape Cod National Seashore. Nördlich der Stadt liegen die Province Lands, ein Gebiet mit Dünen und kleinen Teichen, das sich vom Mount Ararat im Osten bis zum Race Point im Westen entlang der Küste der Massachusetts Bay erstreckt. Die Küstenlinie der Cape Cod Bay erstreckt sich vom Race Point im Westen bis nach Wood End im Süden sowie östlich bis Long Point, der nach innen zum Cape zeigt und so eine natürliche Barriere für den Hafen von Provincetown bildet. An allen drei Landspitzen befinden sich Leuchttürme, so zum Beispiel der Race-Point-Leuchtturm. Der dicht besiedelte Teil der Stadt erstreckt sich entlang des Hafens südlich des Seashore-Gebiets.

### Nachbargemeinden
Alle Entfernungen sind als Luftlinien zwischen den offiziellen Koordinaten der Orte aus der Volkszählung 2010 angegeben.
- Osten:  Truro, 12,8 km

Im Südosten befindet sich der Provincetown Harbor. Die Town befindet sich auf dem Landweg 72 km von Barnstable (Mass.), 100 km von der Sagamore Bridge über den Cape Cod Canal und 187 km von Boston entfernt (Luftlinie 79 km).

### Stadtgliederung
In Orleans gibt es keine Villages. Das Siedlungsgebiet befindet sich im Historic District am Hafen.

### Klima
Die mittlere Durchschnittstemperatur in Provincetown liegt zwischen −1,7 °C (29 °F) im Januar und 20,6 °C (69 °F) im Juli. Damit ist der Ort gegenüber dem langjährigen Mittel der USA um etwa 9 Grad kühler. Die Schneefälle zwischen Oktober und Mai liegen mit bis zu zweieinhalb Metern mehr als doppelt so hoch wie die mittlere Schneehöhe in den USA; die tägliche Sonnenscheindauer liegt am unteren Rand des Wertespektrums der USA.

## Geschichte

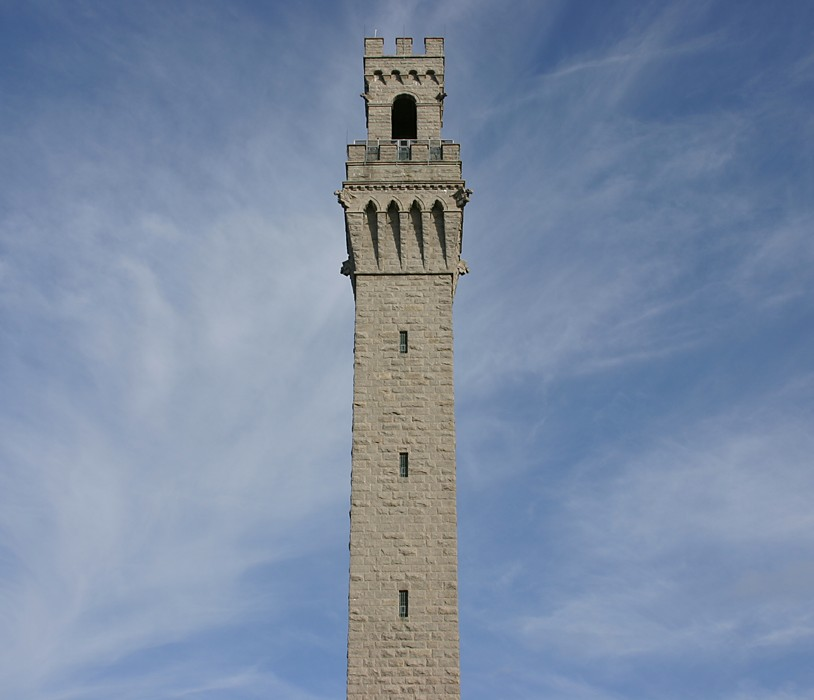
Das Pilgrim Monument, entworfen von Willard T. Sears nach dem Vorbild des Torre del Mangia in Siena (Italien). Erbaut 1907–1910.

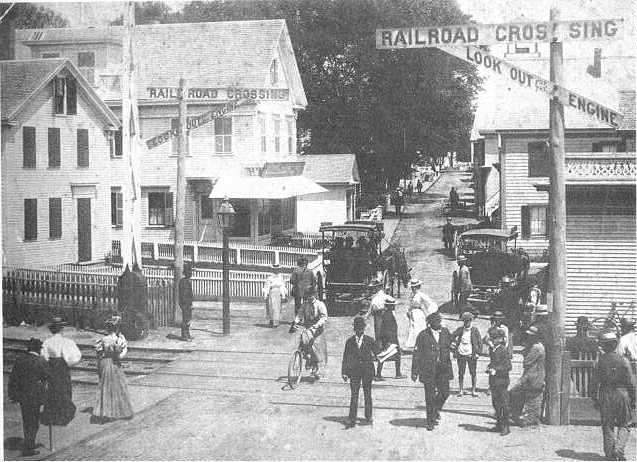
Die Commercial Street auf einer Postkarte aus den 1890er Jahren

Das Gebiet war ursprünglich von Indianern des Stammes Nauset besiedelt, die dort eine Siedlung namens Meeshawn hatten. Als an dieser Stelle Provincetown im Jahre 1727 gegründet wurde, hatte der Ort bereits seit mehr als einem Jahrhundert als Hafen für Schiffe gedient. Bartholomew Gosnold gab im späteren Hafen von Provincetown 1602 Cape Cod seinen Namen. Im Jahr 1620 unterzeichneten die Pilgerväter im Hafen den Mayflower-Vertrag, in dem sie vereinbarten, sich anzusiedeln und eine selbstverwaltete Gemeinschaft aufzubauen, und gingen am Westende des Hafens an Land. Obwohl sich die Pilgerväter dafür entschieden, sich auf der anderen Seite der Bucht in Plymouth anzusiedeln, genoss Provincetown schon früh einen guten Ruf als Fischereigebiet. Die Province Lands wurden das erste Mal 1692 offiziell von der Vereinigung der Plymouth Colony und der Massachusetts Bay Colony anerkannt. Die erste regionale Verwaltung wurde dort 1714 eingerichtet.
Die Bevölkerungszahl von Provincetown blieb über einen Großteil des 18. Jahrhunderts hinweg weitgehend stabil. Nach der Amerikanischen Revolution wuchs die Stadt jedoch schnell zu einem Zentrum für Fischerei und Walfang heran. Ein zusätzlicher Bevölkerungszuwachs kam durch portugiesische Seeleute zustande, die auf amerikanischen Schiffen angeheuert hatten und sich nun in Provincetown niederließen. In den 1890er Jahren erlebte die Stadt einen Wachstumsboom. Es begannen sich auch Schriftsteller und Künstler dort niederzulassen und es entstand eine Tourismusindustrie für Sommerurlauber. Nachdem der als Portland Gale bekannt gewordenen Sturm von 1898 der Fischereiindustrie in der Stadt schweren Schaden zugefügt hatte, übernahmen viele der dort ansässigen Künstler die verlassenen Gebäude. In den ersten Jahrzehnten des 20. Jahrhunderts hatte sich die Stadt bereits einen internationalen Ruf für die von dort stammende Kunst und Literatur erworben. Die Provincetown Players waren zu dieser Zeit eine bedeutsame Gruppe für experimentelles Theater und ein Beispiel für den intellektuellen und künstlerischen Austausch mit Greenwich Village, der damals begann.
In der Stadt befinden sich acht Gebäude und ein historisches Viertel, die in das National Register of Historic Places eingetragen sind.
Mitte der 1960er Jahre kam es zu einem weiteren Bevölkerungszuwachs. Der ländliche Charakter der Stadt sprach die Hippies dieser Zeit an und die Grundstückspreise waren niedrig, was – vor allem im Winter – geringe Mieten zur Folge hatte. Viele von ihnen blieben dauerhaft in Provincetown und gründeten dort Familien. In der Commercial Street entstanden zahlreiche neue Cafés, Lederwarengeschäfte und Headshops.
Etwa zur Mitte der 1970er Jahre begannen dann auch zunehmend Schwule nach Provincetown zu ziehen. Bereits 1978 wurde die Provincetown Business Guild (PBG) ins Leben gerufen, um gezielt den schwulen Tourismus zu fördern. Heute sind mehr als 200 Betriebe Mitglied der PBG und Provincetown gehört inzwischen zu den bekanntesten von Homosexuellen bevorzugten Urlaubszielen an der amerikanischen Ostküste.
Seit den 1990ern sind die Grundstückspreise stark angestiegen und die vielen Umwandlungen in Wohneigentum haben einige der Einwohner in finanzielle Schwierigkeiten gebracht. Die Krise, die 2005 auf dem amerikanischen Immobilienmarkt eingesetzt hat jedoch seitdem dazu geführt, dass die Immobilienpreise dort in weniger als einem Jahr um 10 Prozent oder mehr gefallen sind. Dies hat der Wirtschaft der Stadt jedoch keinen Schaden zugefügt. Die Touristensaison hat sich mittlerweile soweit ausgedehnt, dass das ganze Jahr über Festivals und einwöchige Events stattfinden. Die bekanntesten sind hierbei das Portuguese Festival und die Carnival Week der PBG.

### Einwohnerentwicklung
| Volkszählungsergebnisse – Town of Provincetown, Massachusetts | Volkszählungsergebnisse – Town of Provincetown, Massachusetts | Volkszählungsergebnisse – Town of Provincetown, Massachusetts | Volkszählungsergebnisse – Town of Provincetown, Massachusetts | Volkszählungsergebnisse – Town of Provincetown, Massachusetts | Volkszählungsergebnisse – Town of Provincetown, Massachusetts | Volkszählungsergebnisse – Town of Provincetown, Massachusetts | Volkszählungsergebnisse – Town of Provincetown, Massachusetts | Volkszählungsergebnisse – Town of Provincetown, Massachusetts | Volkszählungsergebnisse – Town of Provincetown, Massachusetts | Volkszählungsergebnisse – Town of Provincetown, Massachusetts |
| Jahr                                                          | 1800                                                          | 1810                                                          | 1820                                                          | 1830                                                          | 1840                                                          | 1850                                                          | 1860                                                          | 1870                                                          | 1880                                                          | 1890                                                          |
| ------------------------------------------------------------- | ------------------------------------------------------------- | ------------------------------------------------------------- | ------------------------------------------------------------- | ------------------------------------------------------------- | ------------------------------------------------------------- | ------------------------------------------------------------- | ------------------------------------------------------------- | ------------------------------------------------------------- | ------------------------------------------------------------- | ------------------------------------------------------------- |
| Einwohner                                                     |                                                               |                                                               |                                                               |                                                               |                                                               | 3157                                                          | 3206                                                          | 3865                                                          | 4346                                                          | 4642                                                          |
| Jahr                                                          | 1900                                                          | 1910                                                          | 1920                                                          | 1930                                                          | 1940                                                          | 1950                                                          | 1960                                                          | 1970                                                          | 1980                                                          | 1990                                                          |
| Einwohner                                                     | 4247                                                          | 4369                                                          | 4246                                                          | 3808                                                          | 3668                                                          | 3795                                                          | 3389                                                          | 2911                                                          | 3536                                                          | 3561                                                          |
| Jahr                                                          | 2000                                                          | 2010                                                          | 2020                                                          | 2030                                                          | 2040                                                          | 2050                                                          | 2060                                                          | 2070                                                          | 2080                                                          | 2090                                                          |
| Einwohner                                                     | 3431                                                          | 2942                                                          | 3664                                                          |                                                               |                                                               |                                                               |                                                               |                                                               |                                                               |                                                               |

### Demographische Struktur

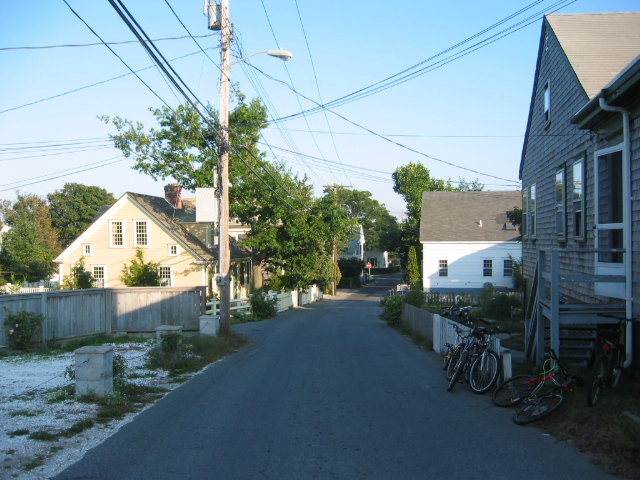
Eine Wohnstraße in Provincetown

#### Informationen aus dem United States census
Dem United States Census des Jahrs 2000 zufolge, lebten zu diesem Zeitpunkt 3431 Menschen in der Stadt, verteilt auf 1837 Haushalte und 464 Familien. Die Bevölkerungsdichte betrug 137,1 Einwohner/km². Es existierten 3890 Wohneinheiten, was einer Dichte von 155,5 Wohnungen/km² entspricht. Die ethnischen Gruppen verteilen sich wie folgt: 88,55 % Europäischer Abstammung, 7,52 % Afroamerikaner, 0,5 % Asiatische Amerikaner, 0,32 % Amerikanische Ureinwohner, 1,08 % anderer Abstammungen sowie 3,03 % mit Abstammung von verschiedenen ethnischen Gruppen. Die Hispanics und Latinos stellen 2,16 % der Bevölkerung. Die am Zahlreichsten genannten Abstammungen waren Portugiesisch (22,6 %), Irisch (13,9 %), Englisch (10,4 %) und Italienisch (8,7 %).
Von den Haushalten hatten 9 % Kinder unter 18 Jahren, 17,7 % bestanden aus zusammenlebenden Ehepaaren. 5,3 % der Haushalte gehören alleinstehenden Frauen, 74,7 % gehörten zu nichtfamilären Gemeinschaften. 53,2 % waren Singlehaushalte und 14,5 % waren Einpersonenhaushalte von über 65-jährigen Personen. Der durchschnittliche Haushalt bestand aus 1,69 Personen, die Durchschnittsfamilie aus 2,65.
Die Bevölkerung verteilte sich zu 8 % auf unter 18-Jährige, 5,2 % im Alter von 18 bis 24, 36,1 % von 25 bis 44, 32,9 % von 45 bis 64 und 17,8 % waren über 65 Jahre alt. Das Durchschnittliche Heiratsalter lag bei 45 Jahren. Für die Gesamtbevölkerung betrachtet entfallen auf 100 Frauen 115,5 Männer, bei den über 18-Jährigen sind es 116,2 Männer.
Das mittlere Jahreseinkommen eines Haushalts liegt bei $32.716, das mittlere Einkommen einer Familie bei $39.679. Die Männer hatten ein mittleres Einkommen von $30.556, die Frauen von $25.298. Das Pro-Kopf-Einkommen lag bei $26.109. Etwa 8,5 % der Familien und 16,3 % der Bevölkerung leben unterhalb der Armutsgrenze, bei den unter 18-Jährigen sind es 22,7 % und bei den über 65-Jährigen 17 %.
Der Postleitzahlbereich von Provincetown hat die größte Dichte von gleichgeschlechtlich zusammenlebenden Haushalten aller Postzustellbezirke in den Vereinigten Staaten.

#### Demographische Zusammensetzung in einem Urlaubsort

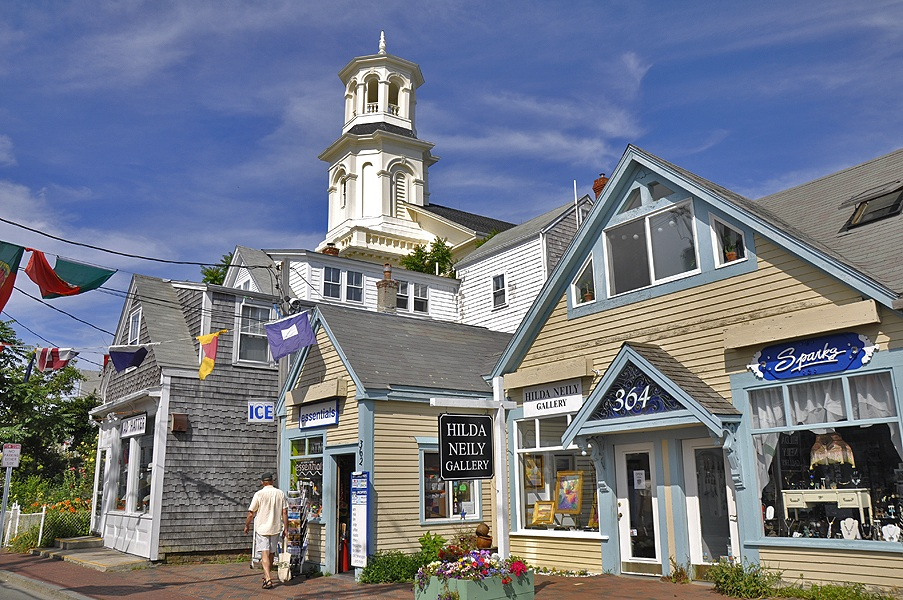
Im Zentrum von Provincetown

Traditionelle Quellen wie der United States Census, Wählerlisten und Grundbucheinträge können die demographische Zusammensetzung in einer Stadt, die sehr stark vom Tourismus geprägt wird, nur unvollständig wiedergeben. Obwohl die Zahl der dauerhaften Einwohner relativ klein und rückläufig ist, wird die Bevölkerungszahl in den Sommermonaten auf 60.000 geschätzt.
Ökonomische Statistiken, die sich auf die Zahlen der Volkszählungen stützen, können ebenfalls irreführend sein. So zählt dieser zwar 3890 Wohnungen, aber nur 1837 Haushalte. Außerdem gibt es eine offensichtliche Diskrepanz zwischen dem Mittleren Jahreseinkommen eines Haushalts ($32.716) und dem mittleren Wert eines Hauses ($323.600).
Einwohner, die in Provincetown einen zweiten Wohnsitz haben, an dem sie weniger als 6 Monate im Jahr wohnen, werden nicht vom Census erfasst, obwohl sie dort Steuern zahlen, einen Arbeitsplatz haben oder sogar Geschäftsbetriebe besitzen.

## Politik

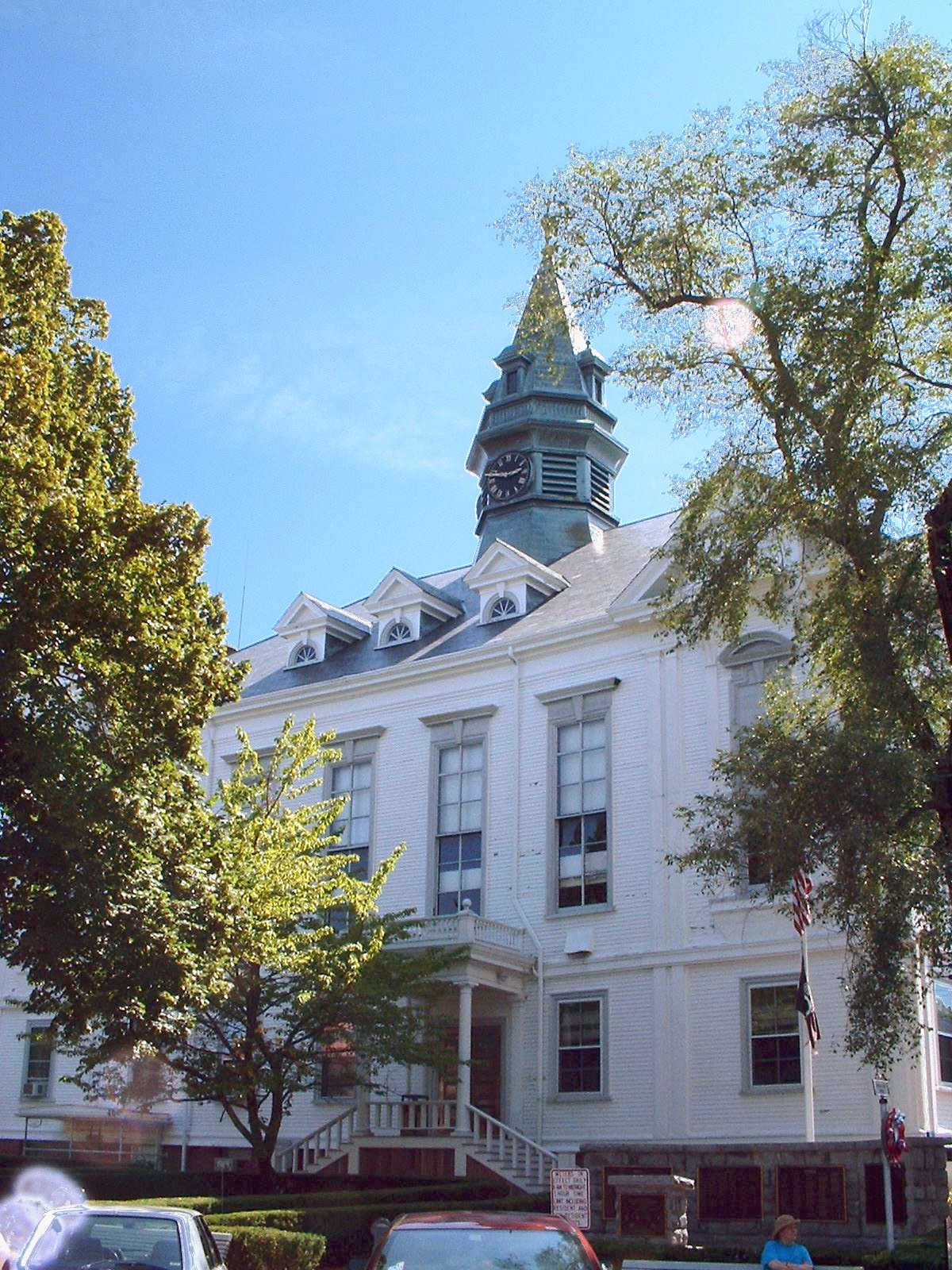
Das Rathaus von Provincetown

Provincetown wird im Abgeordnetenhaus von Massachusetts als Teil des vierten Districts von Barnstable County vertreten, zu dem – mit Ausnahme von Brewster – alle Städte östlich und nördlich Harwich gehören. Im Senat von Massachusetts wird die Stadt als Teil des Cape and Islands District vertreten, welches das gesamte Cape Cod, und die Inseln Martha’s Vineyard und Nantucket umfasst. (Wiederum mit Ausnahme der Städte Bourne, Falmouth, Sandwich und eines Teils von Barnstable.)
Auf Bundesebene gehört die Stadt zum 10. Kongresswahlbezirk von Massachusetts und wird zurzeit durch Bill Delahunt vertreten. Der dienstältere Vertreter (Class I) im Senat der Vereinigten Staaten ist der 2006 wiedergewählte Edward „Ted“ Kennedy, der Juniorsenator ist der 2008 zur Wiederwahl anstehende John Kerry (Class II).
Provincetown selbst wird durch eine offene Volksversammlung regiert, die Verwaltung führt ein Town manager zusammen mit einem Board of selectmen. Die Stadt verfügt über ihre eigene Polizei und Feuerwehr.

## Kultur und Sehenswürdigkeiten

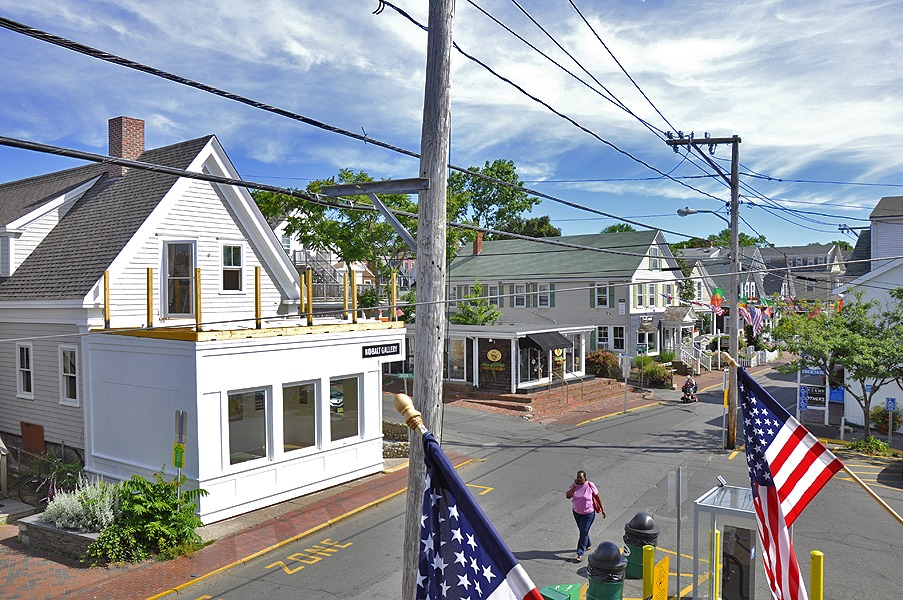
Commercial Street

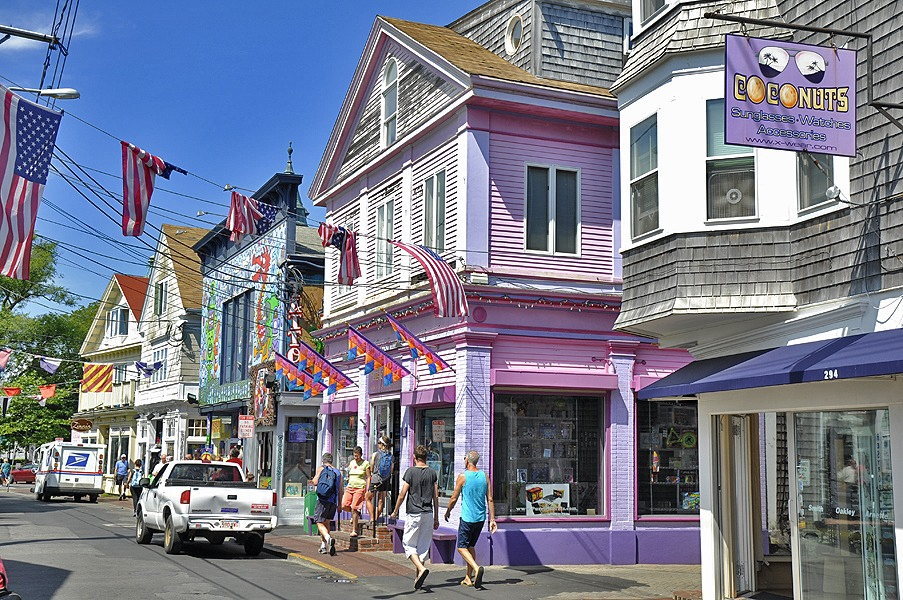
Commercial Street

Für diejenigen, die dem Reise- und Veranstaltungskalender der schwulen Gesellschaft folgen, ist Provincetown in der Woche um den Feiertag am 4. Juli das bevorzugte Reiseziel. Die Stadt ist zu dieser Zeit gut genug besucht, um während der Circuit Week zwei vollständige Veranstaltungsreihen zuzulassen, in denen sich die Veranstalter einen Wettbewerb um die besten Bootstouren, die aufwendigsten Tanzveranstaltungen und die bekanntesten DJs (und auch die größten Einnahmen aus dem Tourismus) liefern.
Andere bemerkenswerte Festivals im Laufe des Jahres sind die thematisch an Weihnachten orientierte Holly Folly, die Bear Week, das Mate's Leather Weekend, die Family Week, das Single Men's Weekend, das Provincetown Film Festival und das Provincetown Jazz Festival.
In Provincetown ist auch die Heimat von drei modernen Theaterensembles: Den New Provincetown Players, Shakespeare on the Cape (SOTC) und den Gold Dust Orphans. Während die New Provincetown Players die Tradition der seit 1915 bestehenden Provincetown Players fortführen, ist Shakespeare on the Cape eine relativ junge Gruppe, die aus Absolventen des Guthrie Theater/University of Minnesota BFA Actor Training Program besteht. Die Gold Dust Orphans spielen seit 1998 in Provincetown und Boston.
Norman Mailers Roman Harte Männer tanzen nicht und Annie Dillards Buch The Maytrees spielen hauptsächlich in Provincetown. Michael Cunningham hat ein Buch über seine Jahre in Provincetown geschrieben, Lands End, A Walk in Provincetown (2002, deutsch 2003).
Im Jahr 2003 erhielt Provincetown ein niedrig verzinstes Darlehen in Höhe von 1,95 Millionen Dollar aus dem Rural Development program des US-Landwirtschaftsministeriums, um den MacMillan Pier im Hafen der Stadt zu modernisieren, der primär dem Tourismus und den Schnellfähren dient. Zwischen 2004 und 2007 erhielt die Provincetown Art Association and Museum vier verschiedene Darlehen und Förderungen aus dem Rural Development program, die sich insgesamt auf 3 Millionen Dollar belaufen, um das Museum zu erweitern, mit einer Klimatisierung auszustatten, sowie um das Hargood House als historisches Gebäude zu restaurieren und um Defizite aus dem Museumsbetrieb abzudecken. Da es die Aufgabe des Rural Development program ist „die wirtschaftlichen Möglichkeiten und die Lebensquialität aller Amerikaner in ländlichen Gebieten zu verbessern“, betrachtet das USDA auch in den 2000er Jahren Provincetown noch als ländliche Region, die Bedarf an finanzieller Unterstützung aus Bundesmittel der US-Regierung hat.

### Museen
Das Provincetown Art Association and Museum ist ein Kunstmuseum in Provincetown.

### Bauwerke
In Provincetown wurden zwei Distrikte, ein Schiffswrack und mehrere Bauwerke in die Liste der Einträge im National Register of Historic Places im Barnstable County eingetragen.
- Dune Shacks of Peaked Hill Bars Historic District, 2012 unter der Register-Nr. 12000132.[18]
- Provincetown Historic District, 1989 unter der Register-Nr. 89001148.[19]

- PAUL PALMER (Shipwreck and Remains), 2007 unter der Register-Nr. 07000288.[20]

- Center Methodist Church, 1975 unter der Register-Nr. 75000247.[21]
- First Universalist Church, 1972 unter der Register-Nr. 72000122.[22]
- Hawthorne Class Studio, 1978 unter der Register-Nr. 78000434.[23]
- Long Point Light Station, 1987 unter der Register-Nr. 87002039.[24]
- Old Harbor U.S. Life Saving Station, 1975 unter der Register-Nr. 75000159.[25]
- Provincetown Public Library, 1975 unter der Register-Nr. 75000248.[26]
- Race-Point-Leuchtturm, 1987 unter der Register-Nr. 87001482.[27]
- US Post Office-Provincetown Main, 1987 unter der Register-Nr. 87001772.[28]

- Wood End Light Lookout Station, 1987 unter der Register-Nr. 87001504.[29]

## Wirtschaft und Infrastruktur

### Verkehr

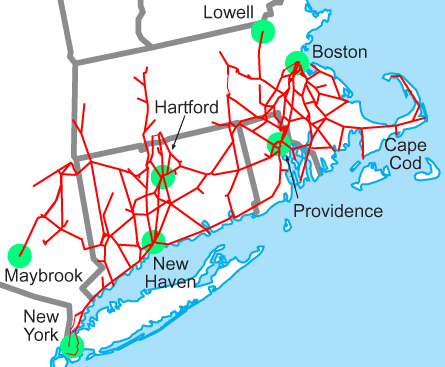
Übersicht der New York, New Haven and Hartford Railroad gehörender Bahnlinien mit dem bis nach Provincetown reichenden Abzweig.

Provincetown ist das östliche Ende des U.S. Highway 6, sowohl innerhalb des Bundesstaats als auch national. Obwohl dies offiziell als östliches Ende des Highway bezeichnet wird, hat die Straße an ihrem Endpunkt, der nur durch die Kreuzung mit der Route 6A markiert wird, Cape Cod einmal umrundet und verläuft dort in westsüdwestlicher Richtung. Der vom Bundesstaat kontrollierte Abschnitt der Straße endet an dem Punkt, an dem sie in das Gebiet der Cape Cod National Seashore wechselt, ab dort steht sie unter Bundesverwaltung. Sie folgte innerhalb der Stadt lange Zeit dem Verlauf der Commercial Street, bis diese in eine Einbahnstraße umgewandelt und eine Umgehung angelegt wurde. Die Route 6A durchquert ebenfalls die Stadt und folgt dabei weitgehend dem Verlauf der Bradford Street und endet kurz südlich der Herring Cove Beach.
Saisonabhängig ist Provincetown außerdem durch Fähren mit Boston und Plymouth verbunden, die am MacMillan Pier östlich des Rathauses anlegen.
Die Stadt verfügt über keine Bahnverbindung mehr, seit die Strecke in den frühen 1960er Jahren von der New York, New Haven and Hartford Railroad aufgegeben wurde.
Der Provincetown Municipal Airport befindet sich östlich von Race Point, verfügt über eine ILS-taugliche, 1067 m lange Start- und Landebahn und dient hauptsächlich der privaten Luftfahrt sowie mehreren Kurzstreckenverbindungen mit Linienflügen zum Logan International Airport in Boston.

### Öffentliche Einrichtungen
Es gibt mehrere medizinische Einrichtungen in Provincetown.

### Bildung
Provincetown betreibt eigene Schulen für die rund 200 schulpflichtigen Kinder der Stadt. Die Veterans Memorial Elementary School betreut Schüler vom Kindergartenalter bis zur sechsten Klasse, die Provincetown High School (die auch Schüler aus Truro aufnimmt) steht Schülern der Klassenstufen 7 bis 12 offen. Es gibt keine Privatschulen in Provincetown, die Schüler können jedoch entgeltfrei die Cape Cod Regional Technical High School in Harwich oder die Nauset Regional High School in North Eastham besuchen.

## Bekannte Einwohner
- Der Präsident der Seaman's Savings Bank Lysander N. Paine (1831–1915), der den Postkutschenverkehr zwischen Provincetown und Orleans, Massachusetts, eröffnete.[32]
- Die Schriftsteller Tennessee Williams (1911–1983), Eugene O’Neill (1888–1953) und Susan Glaspell (1876–1948).
- Der Poet Laureate Stanley Kunitz (1905–2006).
- Die internationalen Journalisten Mary Heaton Vorse, John Reed (1887–1920) und Louise Bryant (1885–1936).
- Die Bildenden Künstler Charles Webster Hawthorne, E. Ambrose Webster, Marsden Hartley (1877–1943), Robert Motherwell (1915–1991), Hans Hofmann (1880–1966), Franz Kline (1910–1962), Willem de Kooning (1904–1997), Jackson Pollock (1912–1956), Peter Hutchinson (1930–2025), Herman Maril, Nancy Whorf und Henry Hensche (1899–1992).
- Der Arktisforscher Donald B. MacMillan
- Der Autor Norman Mailer (1923–2007), Gewinner des Pulitzer-Preises und Mitbegründer der Village Voice.
- Die mit dem Pulitzer-Preis ausgezeichnete Dichterin Mary Oliver (1935–2019).
- Der Filmregisseur John Waters (* 1946).
- Michael Cunningham (* 1952), Autor des mit dem Pulitzer-Preis prämierten Romans Die Stunden.
- Andrew Sullivan (* 1963), Autor und Kolumnist für das Time Magazine und Blogger.
- Der Poet Andy Towle, Gründer von Towleroad.com.
- Al Jaffee (1921–2023), Zeichner für das MAD-Magazin.
- Der Poet und Autor Mark Doty.
- Der LGBT-Wegbereiter Prescott Townsend.
- Der Drehbuchautor Mark Protosevich (* 1961), zu dessen Werken die Drehbücher zu The Cell, Der Poseidon-Anschlag und zuletzt I Am Legend gehören.
- Die Autorin und LGBT-Aktivistin Urvashi Vaid (1958–2022).
- Die Fotografen Joel Meyerowitz (* 1938), Norma Holt und Charles Fields.
- Der Maler, Illustrator und Autor Frederick Judd Waugh (1861–1940).
- Der poet of the dunes Harry Kemp (1883–1960).

## Galerie

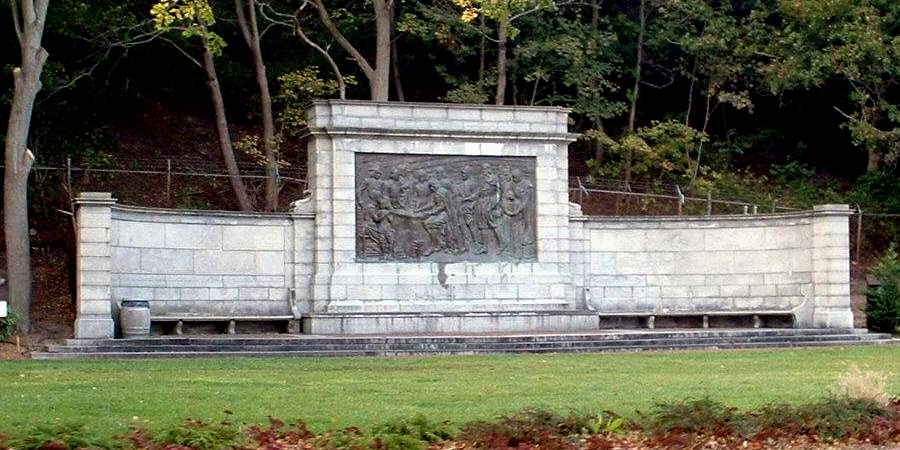
Gedenktafel für die Unterzeichnung des Mayflower-Vertrags
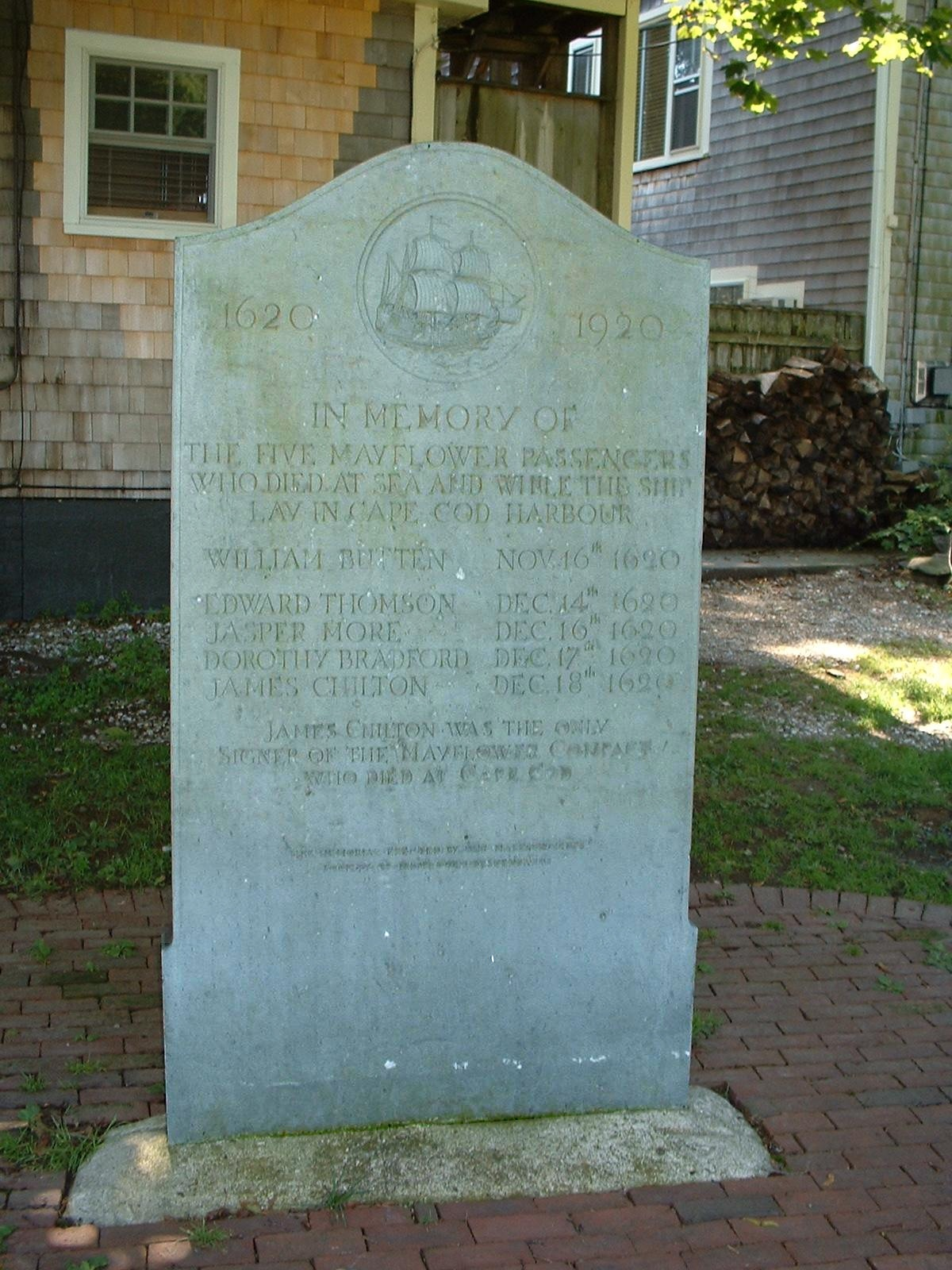
Gedenkstein für die Toten der Überfahrt der Mayflower
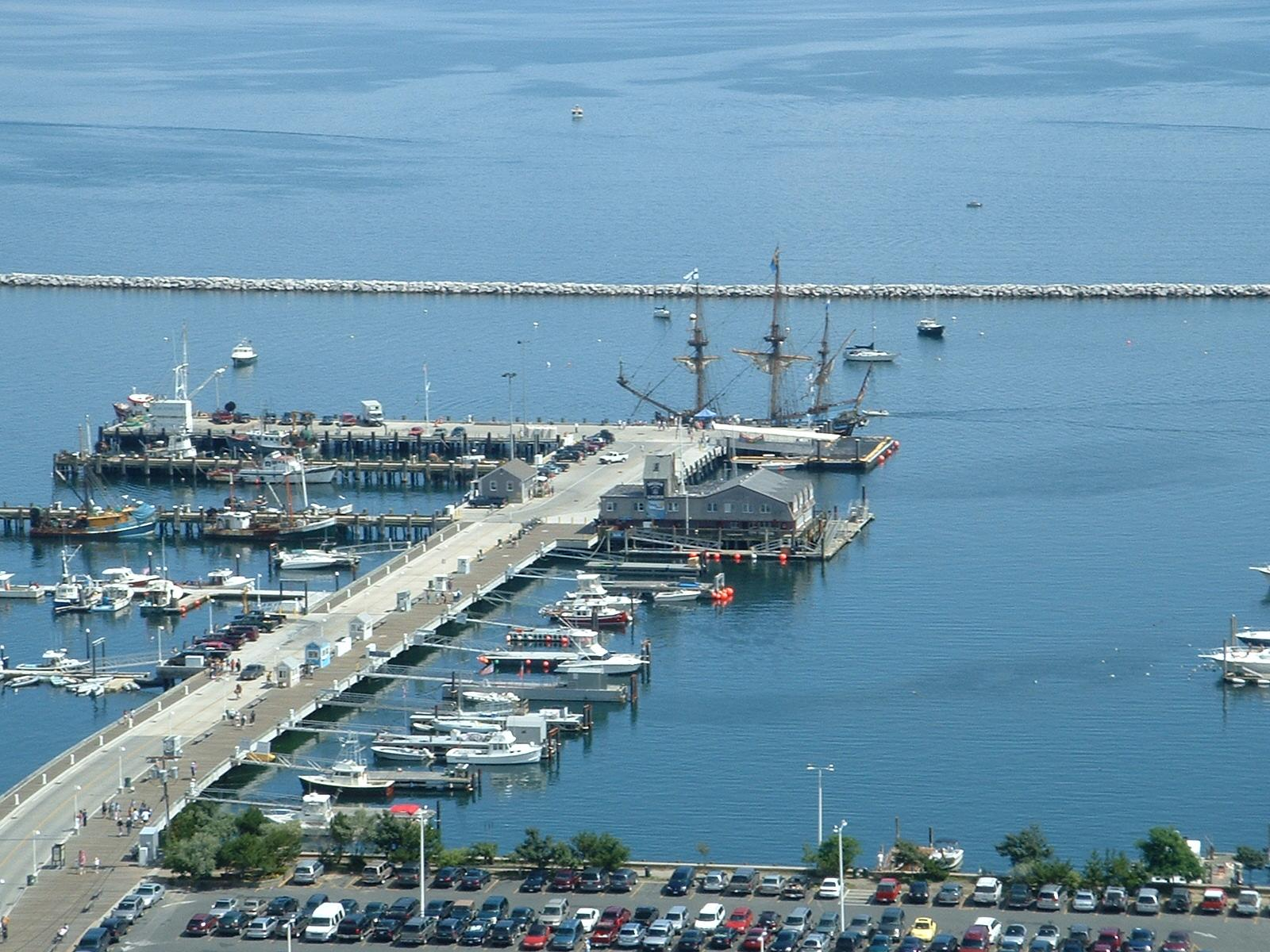
Blick auf den Hafen von Provincetown